# Hüxstraße

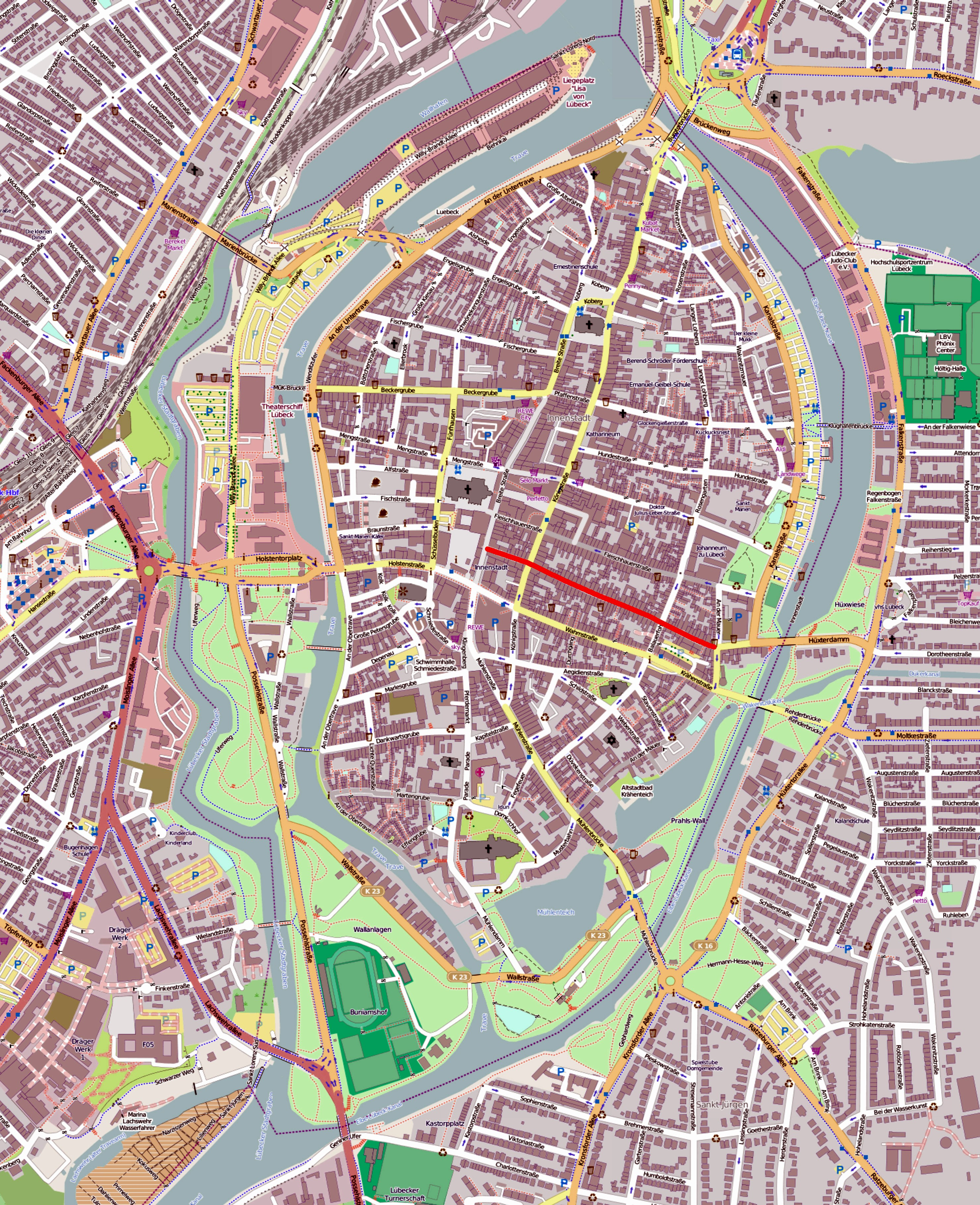
Die Hüxstraße (rot markiert)

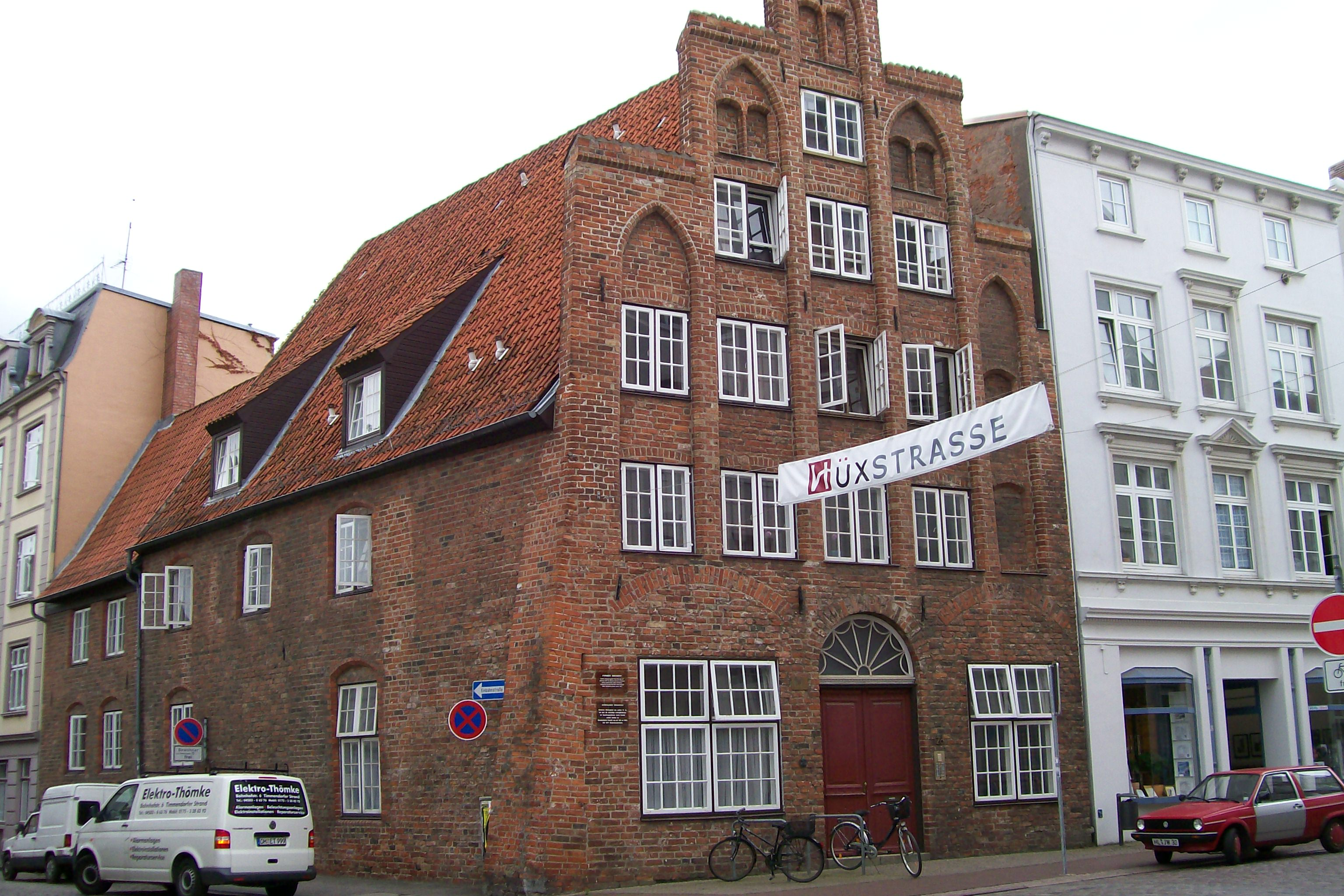
Hüxstraße 128, ehemaliges Brauhaus mit Treppengiebel aus dem 15. Jahrhundert, seit 1977 von der Gemeinnützigen als Studentenwohnheim genutzt

Die Hüxstraße (lateinisch: Platea hucorum) im Johannis Quartier ist eine der Rippenstraßen der mittelalterlichen Stadtplanung der Lübecker Altstadt und Bestandteil des Lübecker Weltkulturerbes.

## Verlauf
Die Hüxstraße beginnt an ihrer Einmündung in die Breite Straße gegenüber dem Lübecker Rathaus und ist durch dessen Arkaden mit dem Markt verbunden. An der Ecke zur Breiten Straße liegt das Lübecker Traditionscafé Niederegger, das Lübecks Ruf als Marzipan-Stadt mit begründet hat.
Die Hüxstraße ist in ihrem oberen Teil Fußgängerzone bis zur Königstraße ansonsten seit 2005 als Spielstraße/Verkehrsberuhigt deklariert. Sie führt dann weiter hinab vom Kamm der Altstadtinsel nach Osten in die ehemalige Niederung der Wakenitz, welche, seit dem frühen Mittelalter aufgestaut, Lübeck im Osten umschloss. Die durch die Aufstauung bewirkte Energie trieb seit dem Mittelalter Mühlen an und erzeugte den notwendigen Druck für die Wasserkünste. Seit Ende des 19. Jahrhunderts zeigt sich die Wakenitz im Lübecker Stadtgebiet als echter Stausee; sie ist von der Stadtmauer der Lübecker Stadtbefestigung seither durch den damals neu angelegten Elbe-Lübeck-Kanal getrennt, der östlich um die Altstadt außerhalb der Wallanlagen gegraben wurde. Die Wakenitz entwässert durch einen Düker, der unter dem Kanal durchführt in die Trave. Der Elbe-Lübeck-Kanal wird auf Höhe der Kanalstraße von der Hüxtertorbrücke überquert, die etwa auf der Höhe des früheren, abgebrochenen Hüxtertores steht. Sie führt auf einen früheren Warder und über den Hüxterdamm auf die östliche Tangentialverbindung Lübecks zwischen Burgtor und Mühlentor.

## Funktion
Im unteren Bereich des Hüxterdammes ist sie über die Innentangente der Kanalstraße wie auch über die Wahmstraße Zufahrt zur Innenstadt von Osten. Gleichzeitig ist sie im mittleren Bereich der Altstadt einzige Möglichkeit des Verkehrsabflusses nach Osten.

## Denkmalgeschützte Häuser
Unter Denkmalschutz stehen die Hausgrundstücke Hüxstraße Nr. 21–41, 45, 69, 73–79, 111, 115, 119, 121 ungerade und 18, 32, 38, 42–50, 58, 60, 66, 96 und 128 gerade.
Das ehemalige Gebäude der Lübecker Volkshochschule, ein Nachkriegsbau, trägt nach der Politikerin Luise Klinsmann (1896–1964) den Namen Luise-Klinsmann-Haus.

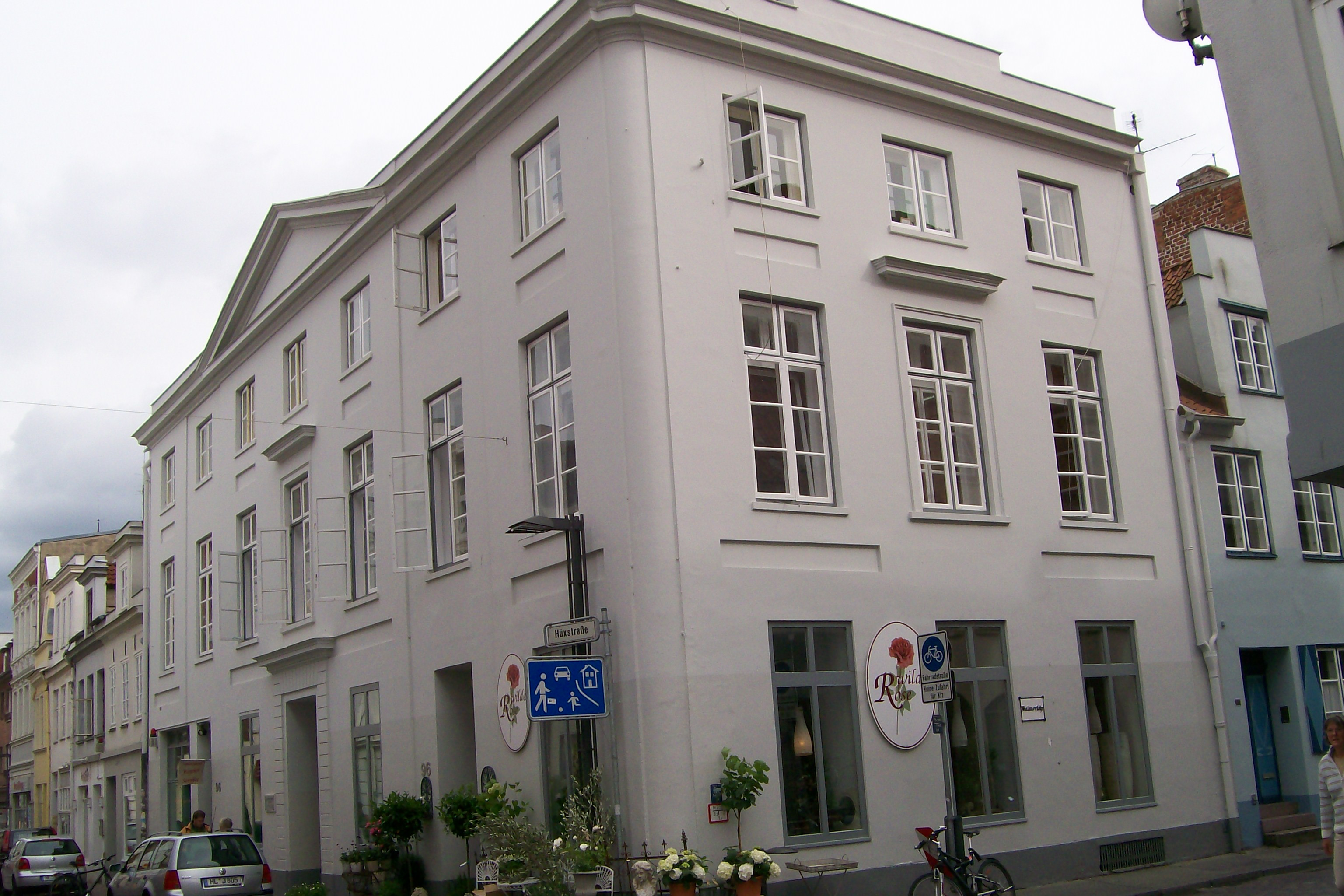
Hüxstraße 96
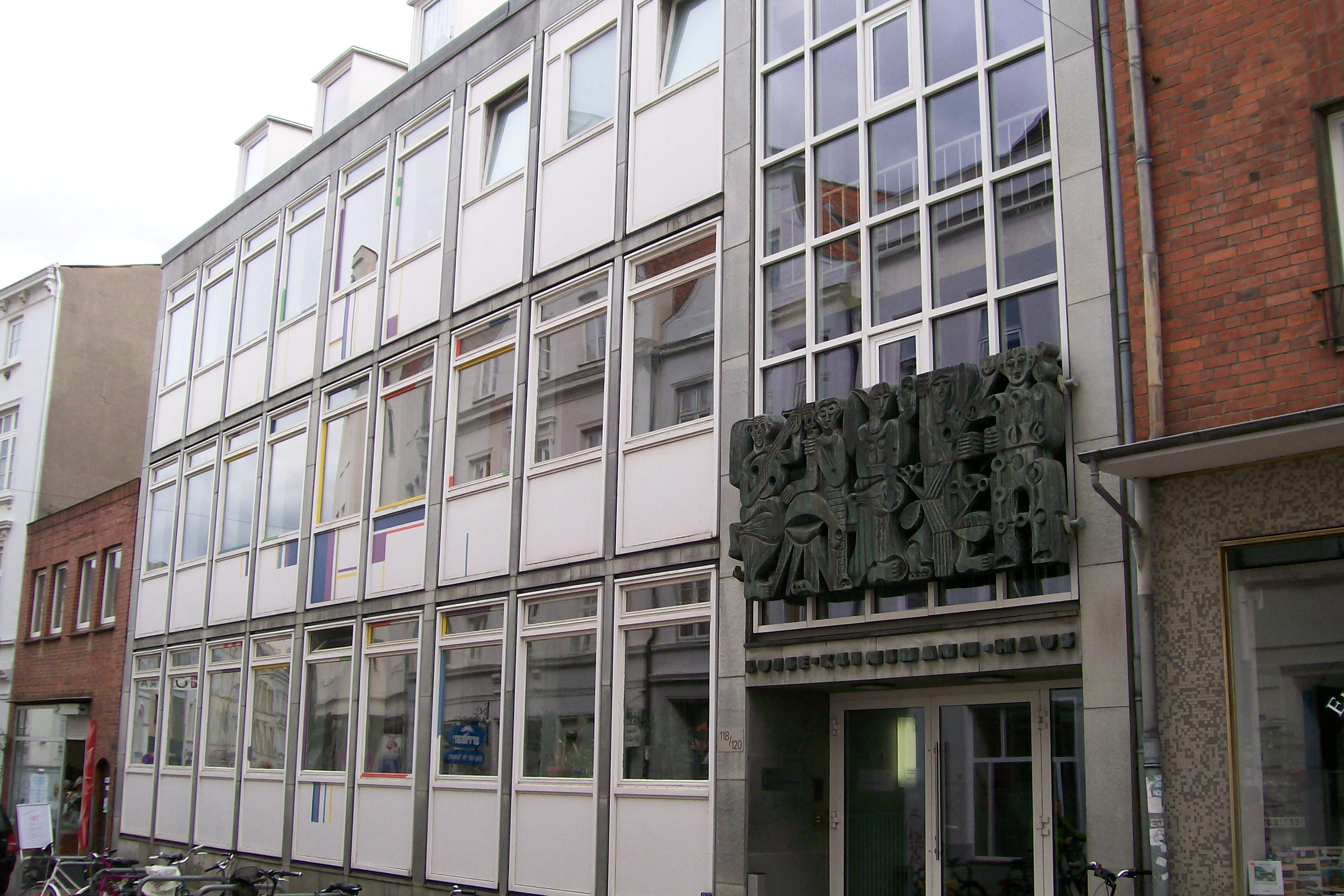
Hüxstraße 118/120
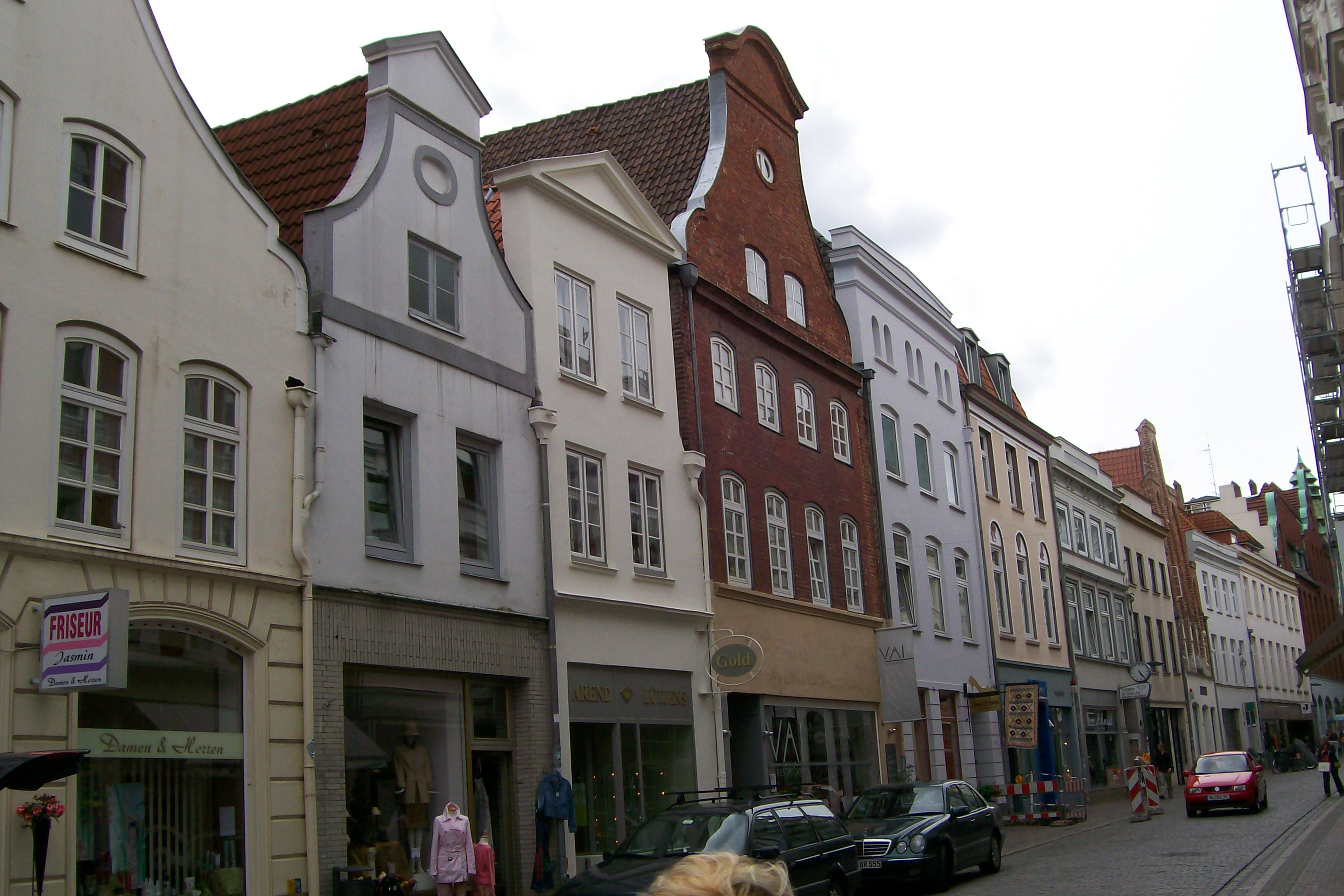
Hüxstraße 48 bis 42 (von links)

- siehe auch Liste abgegangener Lübecker Bauwerke#Hüxstraße für nicht mehr vorhandene Bauwerke.

## Gänge und Höfe
Von der Hüxstraße gehen oder gingen folgende Lübecker Gänge und Höfe ab (nach Hausnummern):
- 65: Grüner Gang (abgängig)
- 70: Pelzer Gang
- 85: Schädels Gang (abgängig)
- 92: Einbuden Gang (abgängig)
- 98: Lenschaus Gang (abgängig)
- 102: Göschen Gang (abgängig)
- 106: Voyes Gang (abgängig)
- 122: Kindts Gang (abgängig)

## Wirtschaft
Die Hüxstraße gilt in Lübeck mit ihren oft denkmalgeschützten schmalen Giebelhäusern auf 517 Meter Länge und knapp 8 Meter Breite als die interessanteste Einkaufsstraße. In ihr haben sich 125 meist kleinere Geschäfte, Handwerksbetriebe, Restaurants und Cafés zusammengefunden, die fast alle von ihren Inhabern geführt werden. Die überwiegende Zahl der Kaufleute (zurzeit 79 Geschäfte) hat sich zur Stärkung der Marktstellung in der „Interessengemeinschaft Hüxstraße GbR“ zusammengeschlossen.

## Trivia
Am Abend des 8. Januar 1926 wurde Karl Sondermann zwischen der Mauer und Schlumacherstraße von einem die damalige Hauptausfallstraße stadteinwärts fahrenden Straßenbahnwagen der Linie 11, Marli-Hansastraße, überfahren und starb.